# Eulonchopria punctatissima
Eulonchopria punctatissima är en biart som beskrevs av Michener 1963. Eulonchopria punctatissima ingår i släktet Eulonchopria och familjen korttungebin. Inga underarter finns listade i Catalogue of Life.